# Милутин Ковачевић
Милутин Ковачевић (Голово, 1877—Скопље, 1925) био је капетан, учесник Балканских ратова и Првог светског рата и носилац Карађорђеве звезде са мачевима.
Рођен је 15. маја 1877. године у Голову, основну школу је завршио у Чајетини и до одласка на служење војног рока живео је са родитељима и бавио се земљорадњом. Од 1897. године, када је ступио у војску, до 1924. године, унапређиван је до чина капетана I класе и до службе у Војном округу у Велесу. Током ратова 1912—1918. године учествовао је у одбрани Београда, када је заробио читаву непријатељску чету. Остала јуначка дела нису забележена. 
После изненадне болести, пребачен је из Велеса, где је био на служби у Скопље, где умире 15. октобра 1925. године. Сахрањен је у Пожеги где му је од тад супруга живела.

## Одликовања и споменице
- Златни Орден Карађорђеве звезде са мачевима
- Златна Медаља за храброст Милош Обилић
- Руски Орден Светог Ђорђа III реда
- Медаља Бели орао са мачевима V реда
- Медаља Бели орао са мачевима IV реда